# Islão e ciência
Na história da ciência, a ciência islâmica diz respeito à ciência desenvolvida sob a civilização islâmica entre os séculos VII e XVI, especialmente durante a Idade de Ouro do Islamismo. Às vezes também é conhecida como ciência árabe devido à maioria dos textos durante este período ter sido escrito em árabe, a língua franca da civilização islâmica. A despeito destes nomes, nem todos os cientistas durante este período foram muçulmanos ou árabes, assim como havia um número de cientistas não-árabes notáveis, e alguns cientistas não-muçulmanos, que contribuíram significativamente para a ciência na civilização islâmica.